# جوي أنساه
جوي أنساه (بالإنجليزية: Joey Ansah)‏ هو فنان قتالي ولاعب تايكوندو ومخرج وممثل بريطاني، ولد في 24 نوفمبر 1982 بلندن في المملكة المتحدة.

## أعمال

### أفلام
- (2005) بداية باتمان[2][3][4]
- (2007) إنذار بورن[5]
- (2012) بياض الثلج والصياد[6]
- (2013) لا تتراجع أبدا
- (2018) سقوط[7][7]
- (2019) علاء الدين[8]

## وصلات خارجية
- جوي أنساه على موقع IMDb (الإنجليزية)
- جوي أنساه على موقع ألو سيني (الفرنسية)
- جوي أنساه على موقع أول موفي (الإنجليزية)
- جوي أنساه على موقع قاعدة بيانات الأفلام السويدية (السويدية)
- جوي أنساه على موقع قاعدة بيانات الفيلم (الإنجليزية)
- جوي أنساه على موقع كينوبويسك (الروسية)